# Creatures (videogioco 1990)
Creatures (il titolo è un acronimo inverso di Clyde Radcliffe Exterminates All The Unfriendly Repulsive Earth-ridden Slime) è un videogioco a piattaforme sviluppato dalla Apex Computer Productions per Commodore 64 e pubblicato alla fine del 1990 dalla Thalamus. La WJS Design si è occupata di convertire il titolo per Atari ST nel 1992 e per Amiga nel 1993. Era in previsione, con tanto di schermate in anteprima sulle riviste, anche una versione per ZX Spectrum, mai uscita.
Creatures è un gioco a piattaforme con elementi rompicapo. Fa uso di grafica "zuccherosa" con buffe creaturine stile cartone animato, in contrasto con la loro spietatezza, soprattutto nelle sanguinose schermate di tortura.
Sul Commodore 64 fu un grosso successo di critica ed è ricordato tra i giochi meglio realizzati in assoluto per quel sistema.
Il videogioco è stato seguito da Creatures 2: Torture Trouble, pubblicato nel 1992 solo per Commodore 64.

## Trama
Un popolo di creature bipedi pelose e tondeggianti chiamate Fuzzy Wuzzy si è stabilito su un'isola deserta dopo un naufragio spaziale. Sull'isola in realtà vivono anche i demoni che, infastiditi dalla rumorosa allegria dei nuovi vicini, tendono loro una trappola invitandoli a una finta festa, dove li catturano e li trascinano nelle camere della tortura. Solo Clyde Radcliffe riesce a sfuggire perché in quel momento era ubriaco a vomitare tra i cespugli. Il giorno dopo, armato tra l'altro di alito alcolico, parte al salvataggio dei compagni. Durante il gioco, Clyde attraversa l'isola affrontando una varietà di animaletti e strane creaturine, solo in apparenza teneri e simpatici. Gli scenari comprendono prati, laghi, caverne, foreste, un cimitero, e infine il castello dei demoni.

## Modalità di gioco
Si controlla Clyde con l'obiettivo di attraversare scenari a piattaforme a scorrimento orizzontale verso destra. Clyde può camminare in orizzontale, saltare, sparare con un'arma primaria a distanza oppure sparare una corta e potente fiammata dalla bocca. L'arma primaria è inizialmente costituita da proiettili orizzontali che tendono a cadere con traiettoria curva, ma in seguito è possibile accumulare altri tipi di sparo e selezionarli liberamente durante il gioco, con un menù a icone scorrevoli.
Ci sono diversi tipi di nemici, terrestri o volanti, e boss di fine livello. Bisogna evitare di toccarli, e in alcuni casi schivarne i proiettili, per non perdere una vita. A volte può essere necessario scoprire azioni particolari da compiere per procedere, ad esempio certe creature in apparenza invulnerabili si possono eliminare distruggendo un'altra creatura in qualche modo collegata.
In alcune zone Clyde può fare uso di mezzi di movimento alternativi. Sulle acque dei primi livelli si trovano foglie di ninfea da usare come barche, sospinte da un ventilatore sorretto da Clyde. Nelle caverne ci sono zone allagate dove si può nuotare in tutte le direzioni indossando automaticamente un casco da sub. Più avanti si può ottenere una scopa volante.
L'intero gioco è costituito da tre gruppi di tre livelli, numerati 1.1, 1.2... 3.3. Il terzo di ogni gruppo è un livello speciale che rappresenta una scena di tortura. Queste consistono in una singola schermata senza scorrimento contenente un rompicapo, che va risolto (spesso in modo umoristico) per salvare un amico prigioniero. I demoni, usando assurdi macchinari, lo stanno lentamente spingendo verso una fine sanguinosa, ad esempio essere segato a metà. I controlli di Clyde sono sempre i soliti, ma ci sono elementi dello scenario con cui interagire e si ha poco tempo a disposizione.
Dopo ogni livello si accede a un negozio, dove una bella strega può fornire a Clyde nuove armi a distanza, di 7 tipi, o consigli per risolvere le torture, purché il giocatore spenda i necessari ingredienti magici. Gli ingredienti sono costituiti da tre tipi di animaletti, che si possono trovare e raccogliere nei livelli a scorrimento o si ricevono in premio quando si fermano le torture. Ogni acquisto richiede un certo numero di animaletti di ciascun tipo.

## Sviluppo
Creatures è stato sviluppato inizialmente per Commodore 64 dalla Apex Computer Productions, l'azienda avviata dai fratelli John Rowlands, che ha scritto il codice, e Steve Rowlands, che ha creato la grafica e la musica. 
I Rowlands iniziarono a lavorare su Creatures poco dopo aver completato Retrograde e fecero un deciso cambio di stile.
Tra gli obiettivi degli autori ci fu la varietà del gioco: cambi di grafica e ambientazione man mano che si procede, colonna sonora dinamica, occasionali metodi di controllo speciali di Clyde, nemici che mutano durante il combattimento.
L'arcade Wardner fu di ispirazione per l'arma di base con proiettili cadenti e per l'uso delle musiche.
La grafica, spesso ritenuta tra le migliori apparse sul Commodore 64, sfruttò alcuni trucchi particolari per ottenere dei tocchi in più; il più evidente è la simulazione di nuovi colori (rispetto ai 16 disponibili sul Commodore 64) su molti dei nemici, ottenuti alternando rapidamente due colori di simile brillantezza. Comunque, dal punto di vista tecnico Creatures non spinse al massimo il C64 quanto il successivo Mayhem in Monsterland dei Rowlands.
La rivista britannica Zzap!64 seguì lo sviluppo di Creatures con un diario, pubblicando corposi articoli-interviste tutti i mesi da giugno a dicembre 1990. La traduzione del diario fu pubblicata anche dall'italiana Zzap!.
Nella confezione originale del gioco (illustrata da Oliver Frey) venne incluso in omaggio un pupazzetto di un mostricciattolo peloso.
I Rowlands non furono affatto coinvolti nelle successive conversioni per Amiga e Atari ST (sviluppate dalla WJS Design), che a differenza dell'originale non ebbero successo.